# Gradina Korenička
Gradina Korenička is een plaats in de gemeente Plitvička Jezera in de Kroatische provincie Lika-Senj. De plaats telt 126 inwoners (2001).